# 教谕
教諭，中国古代学官名，宋代開始設置于京师小学和武学，元、明、清代也设于县学，负责文庙祭祀和所属生员教育，与训导共同负责县学管理和课业，正八品官员。

## 歷史沿革
明清時代縣設“縣儒學”，是一縣之最高教育機關，內設教諭一人，另設訓導數人。訓導是指輔助教諭的助手，而囑託則是約聘教員。府學教諭多為進士出身，由朝廷直接任命。府學訓導以及縣學教諭、訓導、囑託，多為舉人、貢生出身，由藩司指派。學官與訴訟無關，以“奉薄儉常足，官卑廉自尊”自命。

## 明代的教諭
《明史·職官四》：「儒學。府，教授一人，從九品。訓導四人。州，學正一人，訓導三人。縣，教諭一人，訓導二人。」

## 清代的教諭
教諭。有經制教諭。復設教諭。
- 順天之固安、武清、寶坻、文安、大城、直隸之清苑、安肅、新城、蠡、雄、束鹿、高陽、臨榆、河間、任邱、交河、吳橋、故城、東光、天津、鹽山、正定、獲鹿、阜平、邢臺、南和、永年、曲周、肥鄉、元城、大名、清豐、東明、長垣、宣化、西甯、萬全、懷安、懷來、赤城、龍門、玉田、豐潤、隆平、甯晉、南宮、棗強、武邑、饒陽、山東之厯城、章邱、鄒平、淄川、長山、齊東、平原、萊蕪、滋陽、滕、曹、單、聊城、恩、益都、壽光、諸城、蓬萊、萊陽、海陽、榮成、掖、濰、金鄉、魚臺、山西之陽曲、榆次、文水、臨汾、洪洞、曲沃、翼城、襄陵、臨晉、猗氏、長治、汾陽、介休、高平、陽城、甯武、右玉、安邑、聞喜、河南之祥符、杞、鄢陵、商邱、鹿邑、夏邑、永城、安陽、汲、濬、滑、新鄉、河內、陽武、洛陽、南陽、唐、內鄉、新野、舞陽、汝陽、上蔡、太康、郾城、光山、固始、息、商城、江蘇之上元、江甯、句容、吳、長洲、崑山、常熟、吳江、華亭、婁、上海、青浦、武進、無錫、江陰、宜興、靖江、丹徒、丹陽、金壇、溧陽、山陽、鹽城、江都、儀徵、興化、嘉定、泰興、安徽之懷甯、桐城、歙、休甯、婺源、宣城、涇、鳳陽、全椒、江西之南昌、新建、豐城、進賢、鄱陽、上饒、南城、新城、臨川、金谿、清江、廬陵、泰和、吉水、安福、高安、新昌、宜春、分宜、贑、信豐、龍南、福建之閩、侯官、長樂、福清、建安、甌甯、建陽、崇安、浦城、南平、將樂、沙、順昌、永安、邵武、建甯、漳平、泉州府屬五縣、汀州府屬八縣、興化府屬二縣、漳州府屬七縣、浙江之仁和、錢塘、富陽、餘杭、臨安、烏程、歸安、長興、安吉、德清、鄞、慈谿、鎮海、山陰、會稽、蕭山、諸暨、餘姚、上虞、臨海、黃巖、金華、蘭谿、東陽、義烏、西安、龍游、建德、淳安、遂安、永嘉、麗水、縉雲、嘉興府屬七縣、湖北之江夏、武昌、嘉魚、蒲圻、漢陽、漢川、孝感、黃陂、鍾祥、京山、潛江、天門、襄陽、宜城、棗陽、鄖、鄖西、安陸、應城、黃岡、黃安、蘄水、麻城、廣濟、江陵、公安、石首、監利、東湖、恩施、湖南之長沙、善化、湘潭、湘陰、益陽、攸、巴陵、臨湘、華容、邵陽、新化、衡陽、衡山、耒陽、武陵、桃源、沅陵、零陵、祁陽、安福、會同、綏甯、宜章、陝西之長安、咸甯、臨潼、涇陽、三原、盩厔、渭南、富平、大荔、朝邑、郃陽、韓城、蒲城、鳳翔、南鄭、洋、安康、安塞、神木、吳堡、甘肅之靖遠、平涼、隴西、安定、中衛、鎮番、永昌、山丹、徽、四川之西昌、冕甯、鹽源、珙、屏山、奉節、汶川、廣東之南海、番禺、順德、東莞、香山、新會、花、曲江、歸善、博羅、海豐、海陽、潮陽、揭陽、澄海、高要、茂名、瓊山、廣西之臨桂、融、宜山、上林、平樂、富川、賀、蒼梧、懷集、宣化、雲南之昆明、宜良、太和、浪穹、建水、通海、河西、楚雄、定遠、師宗、彌勒、祿勸、保山、永善、貴州之玉屏、清溪、天柱、開泰、遵義、桐梓、綏陽、仁懷縣各設經制教諭一人。
- 又奉天之興京、新民、鳳凰廳、吉林之賓州、五常廳、浙江之定海廳、湖南之鳳凰、南洲廳、四川之敘永、理番廳、貴州之普安廳、開泰縣錦屏鄉、亦各設經制教諭一人。
- 順天之良鄉、永清、東安、香河、三河、甯河、密雲、房山、平谷、直隸之滿城、定興、唐、博野、望都、容城、完、盧龍、遷安、撫甯、昌黎、樂亭、獻、阜城、肅甯、甯津、青、靜海、南皮、慶雲、井陘、欒城、行唐、靈壽、平山、元氏、贊皇、無極、藁城、新樂、沙河、平鄉、廣宗、鉅鹿、唐山、內邱、任、雞澤、廣平、邯鄲、成安、威、清河、南樂、淶水、廣昌、新河、衡水、柏鄉、高邑、臨城、武強、安平、曲陽、深澤、山東之新城、齊河、濟陽、德平、禹城、臨邑、陵、長清、東阿、平陰、新泰、肥城、陽信、海豐、樂陵、利津、霑化、蒲臺、青城、商河、曲阜、甯陽、鄒、泗水、嶧、汶上、陽穀、壽張、嘉祥、郯城、費、沂水、蒙陰、日照、范、觀城、朝城、鄆城、城武、定陶、鉅野、堂邑、博平、茌平、清平、莘、冠、館陶、武城、夏津、邱、臨淄、博興、高苑、樂安、昌樂、臨朐、安邱、黃、福山、棲霞、招遠、文登、昌邑、高密、即墨、山西之太原、太谷、祁、徐溝、交城、興、浮山、太平、趙城、靈石、永濟、榮河、萬泉、長子、屯留、襄垣、壺關、黎城、孝義、平遙、鳳臺、陵川、沁水、大同、武鄉、夏、平陸、芮城、垣曲、絳、稷山、河津、榆社、代州屬三縣、平定州屬二縣、河南之陳留、通許、尉氏、洧川、中牟、蘭儀、滎陽、滎澤、汜水、密、新鄭、淮甯、商水、西華、項城、沈邱、扶溝、甯陵、虞城、柘城、湯陰、臨漳、林、內黃、武安、涉、獲嘉、淇、輝、延津、封邱、考城、濟源、原武、修武、武陟、孟、溫、偃師、鞏、孟津、宜陽、登封、永甯、新安、澠池、嵩、南召、鎮平、泌陽、桐柏、葉、正陽、新蔡、西平、遂平、確山、羅山、臨潁、襄城、長葛、汝州屬四縣、陝州屬三縣、江蘇之溧水、江浦、六合、高淳、清河、安東、桃源、寶應、蕭、碭山、豐、沛、宿遷、睢甯、崇明、贛榆、沭陽、如皋、安徽之潛山、太湖、宿松、望江、祁門、黟、績溪、甯國、太平、旌德、南陵、懷遠、定遠、靈璧、潁上、霍邱、太和、蒙城、含山、來安、建平、池州府屬六縣、太平府屬三縣、廬州府屬四縣、六安州屬二縣、泗州屬三縣、江西之奉新、靖安、武甯、餘干、樂平、浮梁、德興、安仁、萬年、玉山、弋陽、貴溪、鉛山、廣豐、興安、南豐、廣昌、瀘溪、崇仁、宜黃、樂安、東鄉、新淦、新喻、峽江、上高、萍鄉、萬載、永豐、龍泉、萬安、永新、永甯、雩都、興國、會昌、安遠、長甯、南康府屬四縣、九江府屬五縣、南安府屬四縣、甯都州屬二縣、福建之古田、閩清、連江、羅源、永福、政和、松溪、尤溪、光澤、泰甯、壽甯、福安、甯德、德化、大田、浙江之於潛、新城、昌化、武康、孝豐、奉化、象山、嵊、新昌、天台、仙居、甯海、太平、永康、武義、浦江、湯溪、江山、常山、開化、桐廬、壽昌、分水、瑞安、樂清、平陽、泰順、青田、松陽、遂昌、龍泉、慶元、雲和、宣平、景甯、湖北之咸甯、崇陽、通城、大冶、通山、當陽、遠安、南漳、穀城、光化、房、竹山、竹谿、保康、雲夢、應山、羅田、黃梅、松滋、枝江、宜都、長陽、興山、巴東、湖南之甯鄉、瀏陽、醴陵、湘鄉、安化、平江、城步、新甯、常甯、安仁、酃、龍陽、沅江、瀘溪、辰谿、漵浦、黔陽、麻陽、東安、甯遠、永明、江華、新田、石門、慈利、通道、永興、興甯、桂陽、桂東、桂陽州屬三縣、陝西之咸陽、興平、高陵、鄠、藍田、醴泉、澄城、華陰、岐山、寶雞、扶風、郿、麟游、汧陽、城固、西鄉、沔、洵陽、膚施、府谷、武功、三水、淳化、洛川、甘肅之皋蘭、華亭、甯夏、甯朔、西甯、武威、張掖、高臺、文、靈臺、鎮原、四川之成都、華陽、溫江、新繁、金堂、新都、郫、灌、新津、什邡、南充、西充、營山、儀隴、渠、大竹、鄰水、宜賓、慶符、富順、南溪、長甯、高、筠連、興文、隆昌、永甯、巴、江津、長壽、永川、榮昌、綦江、南川、銅梁、開、平武、江油、三臺、射洪、中江、遂甯、蓬溪、峩眉、洪雅、夾江、犍為、榮、雅安、榮經、蘆山、德陽、安、綿竹、梓潼、黔江、墊江、梁山、東鄉、丹棱、閬中、南部、廣元、通江、南江、資州屬四縣、瀘州屬三縣、邛州屬二縣、廣東之從化、龍門、新甯、增城、三水、清遠、新安、陽山、樂昌、仁化、乳源、翁源、英德、長甯、永安、龍川、河源、和平、饒平、惠來、大埔、普甯、長樂、興甯、四會、新興、陽春、高明、廣甯、封川、開建、電白、信宜、吳川、石城、澄邁、定安、文昌、會同、樂會、臨高、昌化、陵水、感恩、始興、廉州府屬二縣、雷州府屬三縣、羅定州屬二縣、廣西之興安、靈川、陽朔、永福、義甯、灌陽、馬平、雒容、羅城、柳城、懷遠、來賓、武緣、遷江、恭城、荔浦、修仁、昭平、藤、容、岑溪、隆安、永淳、潯州府屬四縣、鬰林州屬四縣、雲南之富民、呈貢、羅次、祿豐、易門、雲南、嶍峨、蒙自、廣通、大姚、順甯、麗江、永平、元謀、新平、澂江府屬二縣、曲靖府屬二縣、貴州之鎮遠、施秉、銅仁、永從、普安、安南、都勻、清平、龍泉、畢節、貴陽府屬四縣、思南府屬三縣、安順府屬三縣、平越州屬三縣、縣各設復設教諭一人。
- 又山西之歸化廳總管七廳、平定州樂平鄉、河南之淅川廳、蘭儀縣儀封鄉、滎澤縣河陰鄉、廣東之連山廳、陽江廳、亦各設復設教諭一人。其餘各縣不設教諭。

## 日本教諭
日本现代学校中，教师的正式称谓为“教谕”。
| 種類       | 區分 | 基礎資格   | 効力     | 有効期間       | 職階           |
| ---------- | ---- | ---------- | -------- | -------------- | -------------- |
| 普通證照   | 専修 | 修士       | 全國     | 10年           | 教諭           |
| 普通證照   | 一種 | 學士       | 全國     | 10年           | 教諭           |
| 普通證照   | 二種 | 短期大學士 | 全國     | 10年           | 教諭           |
| 特別證照   | －   | －         | 都道府縣 | 10年           | 教諭           |
| 臨時證照   | －   | －         | 都道府縣 | 3年（特例6年） | 助教諭         |
| （無證照） | －   | －         | －       | －             | 特別非常勤講師 |